# Railway Capital
Railway Capital a.s. (VKM: RCAS)  je český železniční dopravce se sídlem v Praze, který provozuje, mezi jinými, víkendovou železniční dopravu na několika českých regionálních tratích, kde kraje přestaly objednávat dopravu. Akcionářem obchodní společnosti je Jan Šatava, který byl dříve dlouholetým šéfem Jindřichohradeckých místních drah.
V letech 2016 a 2017 si společnost v osobní dopravě udržovala na síti SŽDC tržní podíl ve výši 0,01 % (dle hrtkm).
Pro provozování osobních vlaků společnost využívá vlastní motorové vozy řady 810. Konkrétně jde o stroje č. 391, 405, 526, 536 a 623 pocházející ze Slovenska. A také přípojné vozy Btax780 vůz 184 a Bdtax785 vůz 533, které byly odkoupeny od Českých drah a Btax780 315, 636 ze Slovenska. Motorový vůz 810.623 pak v červenci 2014 zahajoval obnovený provoz osobních vlaků z Opavy do Jakartovic.

## Provozování dopravy

### Osobní doprava (2022)
- Trať 164 (DÚK T6, Doupovská dráha) Kadaň-Prunéřov – Podbořany, Vilémov u Kadaně – Kadaňský Rohozec
- Trať 222 Vlašim – Trhový Štěpánov
- Trať 243 (Jemnická dráha) Moravské Budějovice – Jemnice
- Trať 304 (Tovačovka) Kojetín – Tovačov
- Trať 314 (Hvozdnický expres) Opava – Svobodné Heřmanice [8]
- Trať 135 Most – Moldava[9]

### Nákladní doprava
Společnost se zabývá rovněž provozováním vleček, v roce 2018 provozovala tyto:
- Důl Libušín, Kamenné Žehrovice
- Výtopna Kořenov
- Strojosvit Krnov
- Krnovská škrobárna
- Silo – Město Albrechtice
- Remíza Tábor[10]